# Bem público
Bem público é um bem econômico não-excludente e não-rival, geralmente sob a guarida de algum Estado. Tais bens podem ser de qualquer espécie, móveis, imóveis, e até incorpóreos, como direitos de crédito e ações. A doutrina divide os bens públicos entre aqueles de domínio público, quando forem destinados ao uso de toda a coletividade, como as praças, as estradas, os rios e praias, ou de domínio privado do Estado, quando consistirem em propriedade privada da administração direta e indireta estatal.

## História
O Direito Romano já mencionava a existência de bens públicos. As Institutas de Justiniano, do século VI, faziam referência a certos bens de categorias especiais, que não poderiam ser negociados e não possuíam um dono determinado, como as estradas, ruas e praças, classificadas como res universitatis (coisas da comunidade). O Código de Justiniano previa também as res communi, coisas que por sua natureza são comuns a todos os homens, como os rios, o mar e as praias, e as res publicae, que consistiam na propriedade pública, em terras, ou escravos pertencentes a todos, cuja comercialização era proibida.
Na Idade Média, os bens públicos passaram para a Coroa, tornando-se propriedade privada do rei, exceto aqueles bens de uso coletivo, como estradas, mares e rios, sobre os quais o monarca detinha apenas poder de fiscalização.
A partir da Idade Moderna, com a formação dos Estados Nacionais, a propriedade do rei passou a ser do estado, que assumiu atribuições antes pessoais dos monarcas. O Código Civil Napoleônico, que serviu como base para a lei civil de diversos países ocidentais, não faz menção direta aos bens públicos, limitando-se apenas a dizer que certos bens, como as estradas e hidrovias, estariam fora do comércio.
Na lei brasileira, o primeiro Código Civil de 1916 estabelecia três modalidades de bens públicos, os de uso comum do povo, os de uso especial e os dominicais. Esta tripartição dos bens públicos foi mantida pelo Código Civil de 2002 e se encontra em vigor até hoje.

## Classificação
Os bens públicos podem ser classificados utilizando-se diversos critérios. Quanto a sua titularidade, podem eles ser divididos entre Federais, Estaduais e Municipais, de acordo com a entidade a que estejam vinculados.
Quanto ao seu regime jurídico, pode-se dividi-los entre bens de Domínio Público, que são aqueles voltados ao atendimento da população em geral, sendo inalienáveis, e de Domínio Privado do Estado, que consistem na propriedade privada dos entes da Administração Pública, que tem total domínio sobre o bem e podem dispor dele como julgar adequado, inclusive podendo se desfazer do bem por alienação.
Quanto a sua finalidade, podem ser os bens de uso comum do povo, quando a própria natureza do bem ou a lei estatuam ser este bem de uso coletivo, bens de uso especial, quando são destinados a serem utilizados pela administração pública, e os dominicais, que não possuem finalidade específica, consistindo em propriedade privada da administração pública.

### Legislação brasileira
O Código Civil Brasileiro divide os bens públicos em três categorias, cada qual com suas regras próprias:
I - bens de uso comum do povo: são aqueles que toda população pode usar, como estradas, ruas, praças, rios e mares. Embora os bens desta categoria pertençam a uma entidade estatal, esta entidade não pode aliená-los nem dispor deles de qualquer maneira, tal como faria com uma propriedade privada. O ente titular destes bens deve garantir a finalidade de uso coletivo, não cabendo nenhum tipo de restrição à circulação de pessoas ou cobrança de taxa para uso destes bens. O estabelecimento de pedágio, por exemplo, desconfigura o caráter de bem de uso comum do povo da rodovia e a torna bem de uso especial.
II - bens de uso especial: são aqueles que o estado usa para realizar seus serviços, como os prédios aonde funcionam universidades públicas, os edifícios dos hospitais públicos, as viaturas de polícia, etc. Estes bens não são de livre acesso por qualquer um da população, como ocorre nos bens de uso comum do povo, havendo restrições quanto a quem pode acessar aquele ambiente, muitas vezes restringindo o seu uso apenas a agentes públicos, ou então há a exigência de pagamento de taxa, como ocorre nas rodovias com pedágio. Por possuírem finalidade pública definitiva, estes bens também são inalienáveis.
III - bens dominicais: são aqueles sobre os quais a administração pública possui total direito de propriedade, podendo usá-los e dispor deles como desejar, tendo inclusive o poder de aliená-los.
Tal classificação não é fixa, se for necessário ao interesse público, podem os bens de uso comum ou especial serem reclassificados como bens dominicais e assim alienados ou utilizados para outros fins.

## Características
Na regra geral, os bens públicos são impenhoráveis, imprescritíveis, e é proibida a sua oneração.
- Impenhorabilidade dos bens públicos: A impenhorabilidade destes bens decorre da previsão constitucional contida no art. 100 da Constituição Federal Brasileira, que proíbe a penhora para pagamento de dívidas da Administração Pública.
- Imprescritibilidade dos bens públicos: Os bens públicos são imprescritíveis, não perece o direito do estado sobre eles, portanto os bens públicos não são sucessíveis de aquisição por usucapião.
- Não-oneração: Não podem os bens públicos ser onerados como garantia por penhor, anticrese ou hipoteca.